# Železniško postajališče Novo mesto Center
Železniško postajališče Novo mesto Center je postajališče, ki leži v centru Novega mesta na progi Ljubljana - Metlika. 